# 谢尔河畔圣于连
谢尔河畔圣于连（法語：Saint-Julien-sur-Cher，法語發音：[sɛ̃ ʒyljɛ̃ syʁ ʃɛʁ]）是法国卢瓦-谢尔省的一个市镇，位于该省东南部，谢尔河左岸，和谢尔河畔自由城接壤，属于罗莫朗坦-朗特奈区。

## 地理
谢尔河畔圣于连（47°16'55"N, 1°46'26"E）面积15.99 平方千米，位于法国中央-卢瓦尔河谷大区卢瓦-谢尔省，该省份为法国中北部省份，北起厄尔-卢瓦省，东北接卢瓦雷省，东南接谢尔省，南至安德尔省，西南接安德尔-卢瓦尔省，西北接萨尔特省。
与谢尔河畔圣于连接壤的市镇（或旧市镇、城区）包括：拉沙佩勒蒙马丹、谢尔河畔朗贡、圣卢、谢尔河畔自由城。

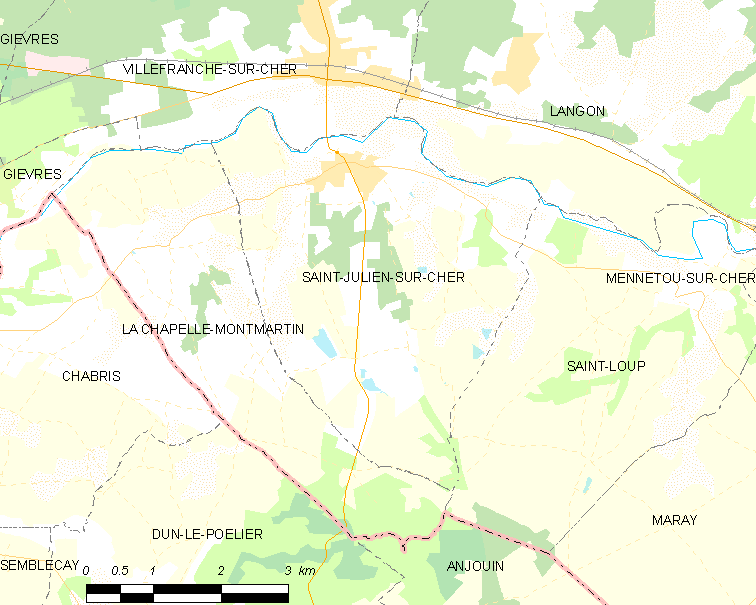
谢尔河畔圣于连的OSM定位图

谢尔河畔圣于连的时区为UTC+01:00、UTC+02:00（夏令时）。

## 行政
谢尔河畔圣于连的邮政编码为41320，INSEE市镇编码为41218。

## 政治
谢尔河畔圣于连所属的省级选区为谢尔河畔塞勒县。

## 人口

1962-2008年间谢尔河畔圣于连人口变化图示

谢尔河畔圣于连于2022年1月1日时的人口数量为756人。